# Hillsville
Hillsville è un comune degli Stati Uniti d'America, situato nello Stato della Virginia, nella Contea di Carroll, della quale è il capoluogo.